# 5-я сапёрная армия
5-я сапёрная армия — армия сапёров в вооружённых силах СССР во время Великой Отечественной войны.

## История
Сформирована в октябре 1941 года в Северо-Кавказском военном округе в составе 12, 13, 14 и 15-й саперных бригад по 21 батальону в каждой и затем передана в Сталинградский военный округ. Штаб армии находился в Сталинграде.
Первоначально находилась на рубеже Хвалынск — Саратов — Камышин — Сталинград, а затем строила два внешних оборонительных обвода города Сталинграда, Астраханский оборонительный рубеж на участке Замостье — Чернышёвская — Богучар и оборонительный обвод города Астрахани.
В конце 1941 года 5-я сапёрная армия была переброшена на Южный Урал для строительства Челябинского металлургического комбината, в последующем составив основу для «Челябметаллургстроя» НКВД СССР.
4 февраля 1942 года ГКО принял постановление № 1239сс, согласно которому управление армии и некоторые сапёрные бригады расформировывалось, а часть сил передавалась 7-й сапёрной армии Юго-Западного фронта и 8-й сапёрной армии Южного фронта.

## Командный состав
Командующие:
- бригинженер А. Н. Комаровский (25 октября 1941 г. — январь 1942 г.)
- полковник И. Е. Прусс (январь 1942 г. — март 1942 г.)